# Lower Stondon
Lower Stondon – wieś w Anglii, w hrabstwie ceremonialnym Bedfordshire, w dystrykcie (unitary authority) Central Bedfordshire. Leży 18 km na południowy wschód od centrum miasta Bedford i 57 km na północ od centrum Londynu.